# Zemědělská půda

Zemědělsky využívaná půda ve světě

Zemědělská půda (resp. zemědělsky využívaná půda) je část povrchu země využívaná člověkem k výkonu zemědělství či pastevectví. Zemědělskou půdou jsou převážně pole (orná půda), louky, případně pastviny, ovocné sady a vinice.
Zemědělská půda je většinou charakterizována určitou vrstvou úrodné půdy na polích zvané ornice. Úrodná půda se však vyskytuje i pod zápojem porostu na loukách, neboť pod travnatými ekosystémy vznikají kvalitní černozemě. Je to dáno prokořeněním, edafonem (společenstvem organismů žijících v půdě), rozkladem organických zbytků aj.
Z pohledu ekonomického je v některých zemích zemědělská půda dělena podle kvality. V Česku je opatřována agroekologickou a ekonomickou charakteristikou, dělí se do bonitovaných půdně ekologických jednotek. Z pohledu práva je to právě ta část půdy, na které dochází k výkonu zemědělské činnosti.
Z historického úhlu pohledu můžeme zaznamenat různé systémy hospodaření, tak jak docházelo k rozvoji zemědělství a k postupnému vzniku tohoto druhu půdy. Nejprve jsou to primitivní soustavy hospodaření (stepní systém, systém žďárový, systém záplavový), později se vyvíjejí úhorové systémy, z nich systémy střídavého hospodaření charakterizované vznikem osevních postupů udržující rovnováhu a stálou úrodnost zemědělských půd. Od poloviny 19. století se s rozvojem agrochemie setkáváme se systémy zemědělsko-průmyslovými, zemědělství začíná být chápáno jako průmysl. Vzhledem k zonalitě a stupni sociálně-ekonomického rozvoje se však na celém světě můžeme setkat se všemi výše jmenovanými postupy. Přechodným systémem mezi lesnicky využívanou půdou a systémy hospodaření na těchto půdách je agrolesnictví.
Z ekologického úhlu pohledu by se z globálního hlediska emisí skleníkových plynů měla většina evropské zemědělské půdy opustit a ponechat přirozená.

## Dělení

### Orná půda
Orná půda je ta část zemědělské půdy, na kterém se pěstují pravidelně zemědělské plodiny. V České republice dosahuje orná půda 38 % z celkové rozlohy ČR. Zornění zemědělské půdy v Česku je pak 70,9 % (jedná se o podíl orné půdy na rozloze zemědělské půdy). Tato hodnota má od roku 1990 klesající trend, zvyšuje se rozloha trvale travních porostů.

### Trvalé travní porosty, zahrady, sady a vinice
Jako další složka v rámci zemědělské půdy se uvádí trvalé travní porosty (TTP) zahrnující louky a pastviny, které zabírají plochu 12,6 % z celkové rozlohy ČR. Na zahrady, sady vinice, chmelnice a ostatní půdu, která je využívaná podobně připadají přibližně 3%.

## Zemědělský půdní fond
Co je Zemědělský půdní fond vymezuje zákon 334/1992 Sb.:
„(1) Zemědělský půdní fond je základním přírodním bohatstvím naší země, nenahraditelným výrobním prostředkem umožňujícím zemědělskou výrobu a je jednou z hlavních složek životního prostředí. Ochrana zemědělského půdního fondu, jeho zvelebování a racionální využívání jsou činnosti, kterými je také zajišťována ochrana a zlepšování životního prostředí.
(2) Zemědělský půdní fond tvoří pozemky zemědělsky obhospodařované, to je orná půda, chmelnice, vinice, zahrady, ovocné sady, trvalé travní porosty a půda, která byla a má být nadále zemědělsky obhospodařována, ale dočasně obdělávána není (dále jen „zemědělská půda“).
(3) Do zemědělského půdního fondu náležejí též rybníky s chovem ryb nebo vodní drůbeže a nezemědělská půda potřebná k zajišťování zemědělské výroby, jako polní cesty, pozemky se zařízením důležitým pro polní závlahy, závlahové vodní nádrže, odvodňovací příkopy, hráze sloužící k ochraně před zamokřením nebo zátopou, technická protierozní opatření apod.
(4) O tom, že jde podle odstavců 2 a 3 o součásti zemědělského půdního fondu, rozhoduje v pochybnostech orgán ochrany zemědělského půdního fondu.“